# Wereldkampioenschap shorttrack 1981 (individueel)
De wereldkampioenschappen shorttrack 1981 werden van 4 tot en met 5 maart april in Meudon-la-Forêt, gelegen ten zuidwesten van Parijs, Frankrijk gehouden.

## Deelnemers

### België
| Vrouwen            | Mannen            |
| ------------------ | ----------------- |
| Cathy Goyvaerts    | Franky van Hooren |
| Anne Lise Dellanoy | Bert Discart      |
| Suzy Discart       | Johan Anthonis    |
| Manuella van Loock | Luc de Rijck      |

### Nederland
| Vrouwen           | Mannen            |
| ----------------- | ----------------- |
| Boukje Keulen     | Ger Boelsma       |
| Rini Nijdam       | Cees Boer         |
| Paulien Heemskerk | Charles Veldhoven |
| Ingrid Marcusse   | Menno Boelsma     |

## Medailles

### Mannen
| Onderdeel         | Goud             | Goud   | Zilver              | Zilver              | Brons            | Brons |
| ----------------- | ---------------- | ------ | ------------------- | ------------------- | ---------------- | ----- |
| 500m              | Michael Richmond | AUS    | Stuart Horsepool    | GBR                 | Menno Boelsma    | NED   |
| 1000m             | Benoit Baril     | CAN    | Gaetan Boucher      | CAN                 | Stuart Horsepool | GBR   |
| 1500m             | Louis Baril      | CAN    | Benoit Baril        | CAN                 | Kenichi Sugio    | CAN   |
| 3000m superfinale | Gaetan Boucher   | CAN    | Benoit Baril        | CAN                 | Michael Richmond | AUS   |
| Klassement        | Benoit Baril     | CAN    | Gaetan Boucher      | CAN                 | Michael Richmond | AUS   |
| Aflossing         | Canada           | Canada | Verenigd Koninkrijk | Verenigd Koninkrijk | Japan            | Japan |

### Vrouwen
| Onderdeel         | Goud         | Goud   | Zilver           | Zilver           | Brons               | Brons               |
| ----------------- | ------------ | ------ | ---------------- | ---------------- | ------------------- | ------------------- |
| 500m              | Mika Kato    | JPN    | Louise Begin     | CAN              | Pam Mercer          | USA                 |
| 1000m             | Miyoshi Kato | JPN    | Mika Kato        | JPN              | Nathalie Grondin    | CAN                 |
| 1500m             | Miyoshi Kato | JPN    | Mika Kato        | JPN              | Louise Begin        | CAN                 |
| 3000m superfinale | Miyoshi Kato | JPN    | Mika Kato        | JPN              | Louise Begin        | CAN                 |
| Klassement        | Miyoshi Kato | JPN    | Mika Kato        | JPN              | Louise Begin        | CAN                 |
| Aflossing         | Canada       | Canada | Verenigde Staten | Verenigde Staten | Verenigd Koninkrijk | Verenigd Koninkrijk |

### Medailleklassement
| Plaats | Land                | Goud | Zilver | Brons | Totaal |
| 1      | Canada              | 6    | 5      | 5     | 16     |
| 2      | Japan               | 5    | 4      | 1     | 10     |
| 3      | Australië           | 1    | 0      | 2     | 3      |
| 4      | Verenigd Koninkrijk | 0    | 2      | 2     | 4      |
| 5      | Verenigde Staten    | 0    | 1      | 1     | 2      |
| 6      | Nederland           | 0    | 0      | 1     | 1      |
| Totaal | Totaal              | 12   | 12     | 12    | 36     |

## Eindklassementen

### Mannen
| Rang   | Naam              | Land             | Punten |
| ------ | ----------------- | ---------------- | ------ |
| Goud   | Benoit Baril      | Canada           | 12     |
| Zilver | Gaetan Boucher    | Canada           | 8      |
| Brons  | Michael Richmond  | Australië        | 7      |
| 4      | Louis Baril       | Canada           | 6      |
| 5      | Stuart Horesepool | GBR              | 5      |
| 6      | Kenichi Sugio     | Japan            | 2      |
| 7      | Menno Boelsma     | Nederland        | 2      |
| 8      | Paul Jacobs       | Verenigde Staten | 1      |
| ..     |                   |                  |        |
| 13     | Luc De Rijck      | België           | -      |
| 15     | Ger Boelsma       | Nederland        | -      |
| 17     | Johan Anthonis    | België           | -      |
| 20     | Charles Veldhoven | Nederland        | -      |
| 22     | Bert Discart      | België           | -      |
| 29     | Cees Boer         | Nederland        | -      |

### Vrouwen
| Rang   | Naam               | Land             | Punten |
| ------ | ------------------ | ---------------- | ------ |
| Goud   | Miyoshi Kato       | Japan            | 15     |
| Zilver | Mika Kato          | Japan            | 14     |
| Brons  | Louise Begin       | Canada           | 7      |
| 4      | Maryse Perreault   | Canada           | 2      |
| 5      | Nathalie Grondin   | Canada           | 2      |
| 6      | Pam Mercer         | Verenigde Staten | 2      |
| 7      | Daniela Orgiazzi   | Italië           | 1      |
| ..     |                    |                  |        |
| 19     | Ingrid Marcusse    | Nederland        | -      |
| 22     | Manuella Van Loock | België           | -      |
| 24     | Boukje Keulen      | Nederland        | -      |
| 25     | Suzy Discart       | België           | -      |
| 26     | Anne Lise Dellanoy | België           | -      |
| 27     | Cathy Goyvaerts    | België           | -      |
| 29     | Rini Nijdam        | Nederland        | -      |
| 31     | Paulien Heemskerk  | Nederland        | -      |

Wereldkampioenschap shorttrack (individueel)

Champaign 1976 · 
Grenoble 1977 · 
Solihull 1978 · 
Quebec 1979 · 
Milaan 1980 · 
Meudon 1981 · 
Moncton 1982 · 
Tokio 1983 · 
Peterborough 1984 · 
Amsterdam 1985 · 
Chamonix 1986 · 
Montreal 1987 · 
St. Louis 1988 · 
Solihull 1989 · 
Amsterdam 1990 · 
Sydney 1991 · 
Denver 1992 · 
Peking 1993 · 
Guildford 1994 · 
Gjövik 1995 · 
Den Haag 1996 · 
Nagano 1997 · 
Wenen 1998 · 
Sofia 1999 · 
Sheffield 2000 · 
Jeonju 2001 · 
Montreal 2002 · 
Polen 2003 · 
Göteborg 2004 · 
Peking 2005 · 
Minneapolis 2006 · 
Milaan 2007 · 
Gangneung 2008 · 
Wenen 2009 · 
Sofia 2010 · 
Sheffield 2011 · 
Shanghai 2012 · 
Debrecen 2013 · 
Montreal 2014 · 
Moskou 2015 · 
Seoel 2016 · 
Rotterdam 2017 · 
Montreal 2018 ·
Sofia 2019 ·
Seoel 2020 ·
Dordrecht 2021 ·
Montreal 2022 ·
Seoel 2023 ·
Rotterdam 2024 ·
Peking 2025
Wereldkampioenschap shorttrack (teams)

Seoul 1991 · 
Nobeyama 1992 · 
Boedapest 1993 · 
Cambridge 1994 · 
Zoetermeer 1995 · 
Lake Placid 1996 · 
Seoel 1997 · 
Bormio 1998 · 
St. Louis 1999 · 
Den Haag 2000 · 
Nobeyama 2001 · 
Milwaukee 2002 · 
Boedapest 2003 · 
Sint-Petersburg 2004 · 
Chuncheon 2005 · 
Montreal 2006 · 
Boedapest 2007 · 
Harbin 2008 · 
Heerenveen 2009 · 
Bormio 2010 · 
Warschau 2011
Wereldkampioenschappen shorttrack junioren

Seoel 1994 ·
Calgary 1995 ·
Courmayeur 1996 ·
Marquette 1997 ·
Saint Louis 1998 ·
Montreal 1999 ·
Székesfehérvár 2000 ·
Warschau 2001 ·
Chuncheon 2002 ·
Boedapest 2003 ·
Peking 2004 ·
Belgrado 2005 ·
Miercurea Ciuc 2006 ·
Mladá Boleslav 2007 ·
Bozen 2008 ·
Sherbrooke 2009 ·
Taipei 2010 ·
Courmayeur 2011 ·
Melbourne 2012 ·
Warschau 2013 ·
Erzurum 2014 ·
Osaka 2015 ·
Sofia 2016 ·
Innsbruck 2017 ·
Tomaszów Mazowiecki 2018 ·
Montreal 2019 ·
Bormio 2020 ·
Salt Lake City 2021 ·
Gdańsk 2022 ·
Dresden 2023 ·
Gdańsk 2024 ·
Calgary 2025